# Michel Abeloos
Michel Abeloos (Louvain, 28 gennaio 1828 – Louvain, 19 aprile 1881) è stato uno scultore belga.

## Biografia
Fratello minore di Jean-François Abeloos, aderiva al modello dei maestri antichi della scultura. Realizzò l'altare maggiore nella cappella di San Basilio nella Basilica del Santo Sangue di Bruges, su disegni dell'architetto Jean-Baptiste Bethune. Si ricordano altri suoi lavori in Belgio, Inghilterra e Francia del nord.